# Pungsan-eup
Pungsan-eup (koreanska: 풍산읍, 豊山邑) är en köping i kommunen Andong i provinsen Norra Gyeongsang, i den centrala delen av Sydkorea, 180 km sydost om huvudstaden Seoul.